# Nordkirchen
Nordkirchen är en kommun och ort i Kreis Coesfeld i Regierungsbezirk Münster i förbundslandet Nordrhein-Westfalen i Tyskland.